# محوطه در کول
محوطه در کول در شهرستان خرم‌آباد، بخش پاپی، دهستان کشور، ۲ کیلومتری غرب روستای تازان واقع شده و این اثر در تاریخ ۲۸ اسفند ۱۳۸۵ با شمارهٔ ثبت ۱۸۶۱۷ به‌عنوان یکی از آثار ملی ایران به ثبت رسیده است.